# Liste des intercommunalités des Ardennes

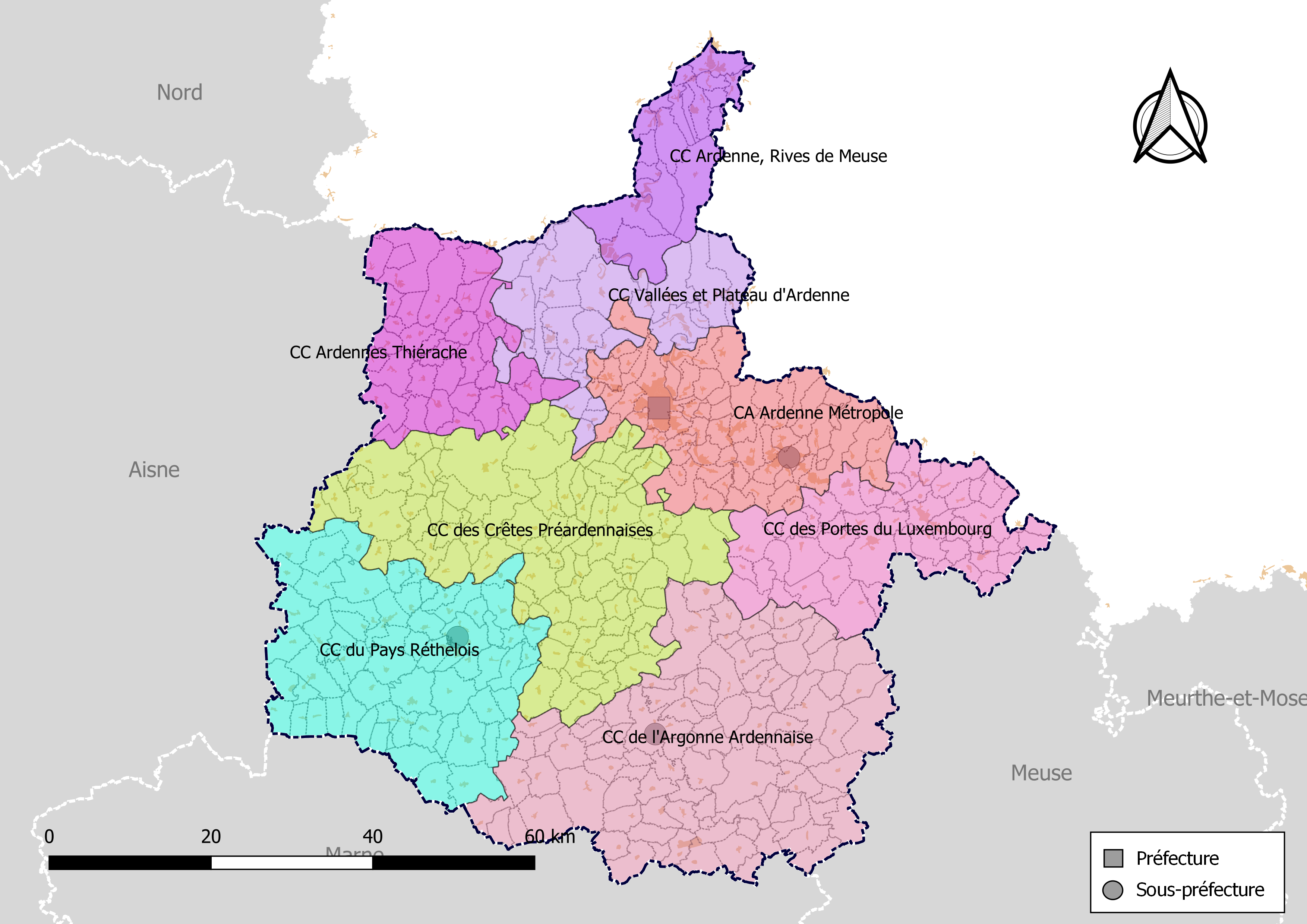
Carte des EPCI des Ardennes au 1er janvier 2019.

Au 1er janvier 2020, le département des Ardennes compte 8 intercommunalités à fiscalité propre dont le siège est dans le département (1 communauté d'agglomération et 7 communautés de communes).

## Intercommunalités à fiscalité propre
| Forme juridique            | Nom                             | no SIREN  | Date de création | Nombre de communes | Population (der. pop. légale) | Superficie (km2) | Densité (hab./km2) | Siège                | Président        |
| -------------------------- | ------------------------------- | --------- | ---------------- | ------------------ | ----------------------------- | ---------------- | ------------------ | -------------------- | ---------------- |
| Communauté d'agglomération | Ardenne Métropole               | 200041630 | 1er janvier 2014 | 57                 | 121 252 (2021)                | 568,0            | 214                | Charleville-Mézières | Boris Ravignon   |
| Communauté de communes     | CC du Pays Rethélois            | 200043156 | 1er janvier 2014 | 65                 | 30 007 (2021)                 | 812,0            | 37                 | Rethel               | Thomas Samyn     |
| Communauté de communes     | CC Ardenne-Rives-de-Meuse       | 240800821 | 1er janvier 2002 | 19                 | 25 832 (2021)                 | 272,90           | 95                 | Givet                | Bernard Dekens   |
| Communauté de communes     | CC Vallées et Plateau d'Ardenne | 200067759 | 1er janvier 2017 | 31                 | 24 205 (2021)                 | 412,80           | 59                 | Rocroi               | Régis Depaix     |
| Communauté de communes     | CC des crêtes préardennaises    | 240800862 | 20 décembre 1995 | 94                 | 21 689 (2021)                 | 1 015,70         | 21                 | Saulces-Monclin      | Bernard Blaimont |
| Communauté de communes     | CC des Portes du Luxembourg     | 240800847 | 7 mars 2013      | 49                 | 19 472 (2022)                 | 507,18           | 38                 | Carignan             | Daniel Gillet    |
| Communauté de communes     | CC de l'Argonne Ardennaise      | 240800920 | 31 décembre 1997 | 95                 | 16 486 (2022)                 | 1 213,02         | 14                 | Vouziers             | Francis Signoret |
| Communauté de communes     | CC Ardennes Thiérache           | 200041622 | 1er janvier 2014 | 37                 | 9 547 (2021)                  | 427,90           | 22                 | Maubert-Fontaine     | Miguel Leroy     |

## Historique

### Évolution au1erjanvier 2017
Les Ardennes passent de neuf à huit EPCI à fiscalité propre ayant leur siège dans le département, en application du schéma départemental de coopération intercommunale arrêté le 26 mars 2016 et amendé le 1er juillet 2016 :
- Création de la communauté de communes Vallées et Plateau d'Ardenne par fusion de la communauté de communes Meuse et Semoy et de la communauté de communes Portes de France.

### Évolutions au1erjanvier 2014
- Création de la communauté d'agglomération Ardenne Métropole par fusion de la communauté d'agglomération Cœur d'Ardenne, de la communauté de communes du Pays sedanais, de la communauté de communes des Balcons de Meuse et de la communauté de communes du Pays des Sources au Val de Bar.
- Création de la communauté de communes Ardennes Thiérache par fusion de la communauté de communes de la Thiérache Ardennaise et de la communauté de communes de la Région de Signy-le-Petit.
- Création de la communauté de communes du Pays Rethélois par fusion de la communauté de communes du Rethélois, de la communauté de communes du Junivillois, de la communauté de communes des Plaines du Porcien et de la communauté de communes de l'Asfeldois, étendue à la commune isolée de Corny-Machéroménil.
- Création de la communauté de communes Portes de France par fusion de la communauté de communes Val et Plateau d'Ardenne et de la communauté de communes des Plaines et Forêts de l'Ouest ardennais.